# Сульфид гадолиния
Сульфид гадолиния — бинарное неорганическое соединение
гадолиния и серы
с формулой GdS,
кристаллы.

## Получение
- Взаимодействие стехиометрических количеств простых веществ:

{\displaystyle {\mathsf {Gd+S\ {\xrightarrow {T}}\ GdS}}}

## Физические свойства
Сульфид гадолиния образует кристаллы 
кубической сингонии, пространственная группа F m4m, параметры ячейки a = 0,5574 нм, Z = 4, 
структура типа хлорида натрия NaCl
.
Соединение конгруэнтно плавится при температуре ≈2300°C.